# Áurea Carolina
Áurea Carolina de Freitas i Silva (Tucuruí, 20 de novembre de 1983) és una sociòloga, politòloga i política brasilera, elegida a la Cambra Municipal de Belo Horitzonte pel Partit Socialisme i Llibertat el 2016. És activista de les lluites per la inclusió de les dones, del jovent i de la població negra. Va ser elegida diputada federal en les eleccions generals de 2018.

## Biografia
És graduada en Ciències Socials per la Universitat Federal de Mines Gerais, especialista en Gènere i Igualtat per la Universitat Autònoma de Barcelona i màster en Ciència Política per la Universitat Federal de Minas Gerais.
Va ser la regidora més votada de Belo Horitzonte en les eleccions de 2016, amb 17420 vots, aconseguint el major suport per a la càmera legislativa de la capital minera dels últims dotze anys i convertint-se en la dona amb major nombre de vots de la història de la ciutat. Escollida per mitjà de la campanya col·lectiva promoguda per la moviment municipalista i ciutadà MUITAS pela Cidade que Queremos. Al costat de la regidora Cida Falabella (PSOL) realitzà l'experiència inèdita al país d'un mandat col·lectiu, al qual van donar el nom de Gabinetona. Ambdues treballaren amb un equip únic, en un espai sense particions a la Cambra Municipal, i en col·laboració amb persones de la ciutat.
Va presentar la seva candidatura a la Cambra de Diputats del Brasil en les eleccions de 2018. Va ser elegida amb 162740 vots, la cinquena major votació de l'estat, essent així la primera diputada federal del PSOL elegida a Minas Gerais.